# TWiki
TWiki is een open source-wikitoepassing.
Gebruikers kunnen wikitoepassingen maken met de TWiki Markup Language, en ontwikkelaars kunnen de functionaliteiten uitbreiden met plug-ins. Het TWiki Open Source project werd opgericht door Peter Thoeny. TWiki werd in 1998 afgeleid van de GPL-gelicenseerde JOSWiki, gemaakt door Markus Peter en Dave Harris.
TWiki is ontwikkeld in Perl.
In het najaar van 2008 ontstond een conflict tussen oprichter Peter Thoeny en vele ontwikkelaars over het democratische gehalte van de samenwerking. Sindsdien werkt de meerderheid van de ontwikkelaars verder onder de naam Foswiki.

## Versiegeschiedenis
- 1998-07-23: initiële versie, gebaseerd op JosWiki
- 2000-05-01: TWiki 1 mei 2000
- 2000-12-01: TWiki 1 december 2000
- 2001-09-01: TWiki 1 september 2001
- 2001-12-01: TWiki 1 december 2001 ("Athens")
- 2003-02-01: TWiki 1 februari 2003 ("Beijing")
- 2004-09-01: TWiki 1 september 2004 ("Cairo")
- 2006-02-01: TWiki 4.0.0 ("Dakar")
- 2007-01-16: TWiki 4.1.0 ("Edinburgh")
- 2008-01-22: TWiki 4.2.0 ("Freetown")
- 2013-02-16: TWiki 5.1.4
- 2013-10-14: TWiki 6.0.0 ("Jerusalem")
- 2014-10-05: TWiki 6.0.1
- 2015-11-29: TWiki 6.0.2
- 2018-07-16: TWiki 6.1.0